# Сапін Михайло Артемович
Михайло Артемович Сапін (18 березня 1928 — ?) — український радянський діяч, шахтар, бригадир вибійників очисного вибою шахти № 9 «Великомостівська» комбінату «Укрзахідвугілля» Львівської області. Герой Соціалістичної Праці (5.03.1976).

## Біографія
Трудову діяльність розпочав гірником очисного вибою шахти імені Димитрова на Донбасі. Працював ланковим, бригадиром вибійників очисного вибою. Коли почалося освоєння Львівсько-Волинського вугільного басейну, Сапін одним з перших переїхав на Львівщину.
З 1950-х років — бригадир вибійників очисного вибою шахти № 9 «Великомостівська» комбінату «Укрзахідвугілля» Львівської області.
Член КПРС.
Вдала організація праці допомогла вуглевидобувній бригаді Михайла Сапіна досягнути високих показників: бригада видобувала 1000 тонн вугілля за добу на комплексі КМК-97. Колектив бригади гірників у роботі ефективно використовував техніку та передові методи праці.
Указом Президії Верховної Ради СРСР від 5 березня 1976 року Михайлові Артемовичу Сапіну присвоєно звання Героя Соціалістичної Праці з врученням ордена Леніна і золотої медалі «Серп і Молот».
Потім — на пенсії в місті Соснівці Сокальського району Львівської області.

## Нагороди
- Герой Соціалістичної Праці (5.03.1976)
- два ордени Леніна (29.06.1966, 5.03.1976)
- орден Жовтневої Революції
- ордени
- медалі